# Proamytta spinifera
Proamytta spinifera är en insektsart som beskrevs av Naskrecki 2008. Proamytta spinifera ingår i släktet Proamytta och familjen vårtbitare. Inga underarter finns listade i Catalogue of Life.